# New Hope (Alabama)
New Hope is een plaats (city) in de Amerikaanse staat Alabama, en valt bestuurlijk gezien onder Madison County.

## Demografie
Bij de volkstelling in 2000 werd het aantal inwoners vastgesteld op 2539.
In 2006 is het aantal inwoners door het United States Census Bureau geschat op 2689, een stijging van 150 (5,9%).

## Geografie
Volgens het United States Census Bureau beslaat de plaats een oppervlakte van
22,9 km², geheel bestaande uit land. New Hope ligt op ongeveer 180 m boven zeeniveau.

## Plaatsen in de nabije omgeving
De onderstaande figuur toont de plaatsen in een straal van 24 km rond New Hope.